# Hostal d'en Vall
L'Hostal d'en Vall és una masia de Tona (Osona) inclosa a l'Inventari del Patrimoni Arquitectònic de Catalunya.

## Descripció
Segons la classificació de Danés i Torras, es tracta d'una masia clàssica (grup II, tipus 2), de planta rectangular amb contraforts a les parets laterals per donar més consistència als murs. El portal d'entrada és dovellat, sense impostes i de grans dimensions. Les obertures són de testera recta, amb llinda d'una sola peça i ampitador, motllurat només a la finestra que dona a la sala, com a mostra de distinció. En general és de petites dimensions, de planta baixa i pis.

### Pou
A la part frontal de la casa, al costat de l'entrada, hi ha una petita dependència de planta quadrada a l'exterior, coberta amb teula àrab i a una sola vessant, amb una portella de fusta. Actualment encara està en funcionament i es relaciona amb la cuina de la casa, que generalment està situada a la planta baixa, al costat de l'entrada. És un pou poc profund, de secció circular i amb la infraestructura preparada per l'obtenció de l'aigua manual.

## Història
La gabella és un impost que es cobrava damunt la compra o venda d'alguns articles de primera necessitat, com el vi, l'oli o la sal. Entre les gabelles més antigues hi ha les de la venda de la carn o de la carnisseria, la de la taverna, la de la fleca i la dels hostals.
Durant els segles xvi i xvii passaren als Comuns i amb els règims borbònics foren controlades pels funcionaris reials.
L'any 1628 hi ha documentació sobre l'Hostal d'en Vall amb relació a la seva funció d'hostal.